# Dítě Štěstěny
Dítě Štěstěny (v anglickém originále Fortunate Son) je epizoda seriálu Star Trek: Enterprise. Jde o desátý díl první řady pátého seriálu ze světa Star Treku.

## Příběh
Nákladní loď třídy Y „ECS Fortunate“, jedna z mnoha, která brázdí vesmírný prostor a zajišťuje dopravu materiálu mezi koloniemi, je napadena nausicaanskými piráty. Její nouzové volání zachytí Hvězdná flotila a pošle jí na pomoc Enterprise (NX-01). Kapitán Archer zjistí, že velitel lodi, kapitán Keene, byl při útoku zraněn a velení převzal první důstojník Matthew Ryan. Archer nabídne Fortunate pomoc při opravách a dodatečném vyzbrojení. Během té doby se Ryan spřátelí s Travisem Mayweatherem, který vyrůstal na podobné nákladní lodi.
Při opravách subkomandér T'Pol zachytí na palubě nákladní lodi nausicaanskou formu života. Archer požaduje vysvětlení, ale Ryan místo toho výsadek uzavře v jednom z kontejnerů a odpojí ho od lodi. Poté začne pronásledovat nausicaanskou loď, aby se pomstil za všechny útoky pirátů. Nepřítel má ovšem početní převahu a snadno Fortunate odzbrojí a znehybní. Tři Nausicaani se přesunou na loď a zaútočí na posádku. Mezitím dorazí Enterprise a nabízí pomoc při vyjednávání, ale Ryan chce útok dotáhnout až do konce. Poručík Mayweather se ho snaží přesvědčit, aby rukojmí vyměnil za bezpečný odlet, s čímž nakonec Ryan po dlouhém váhání souhlasí. Uzdravený kapitán Keene degraduje Ryana na lodníka a Fortunate pokračuje ve svém původním kurzu.